# 小行星18119
小行星18119（18119 Braude）是一颗绕太阳运转的小行星，为主小行星带小行星。该小行星于2000年7月4日发现。

## 轨道参数
小行星18119的轨道半长轴为2.2716509 UA，离心率为0.116。